# Sanda Ladoși
Sanda Ladoși (2 januari 1970) is een Roemeense zangeres.
Als kind zong ze al in verschillende koren en groepjes. Op 10-jarige leeftijd begon ze piano, klassieke gitaar en zang te studeren. Op school speelt ze in basketbalploegen en ze zwom ook mee in nationale zwemwedstrijden.
Ze studeerde ook voor leraar, maar die studie gaf ze op nadat ze een zangfestivalletje gewonnen had. Ze verhuisde naar Boekarest om haar zangcarrière waar te maken en begon ook aan de universiteit om rechten te studeren.
Ze vertegenwoordigde Roemenië op het Eurovisiesongfestival 2004 in Istanboel met het liedje I admit, ze werd 18de met 18 punten. Haar deelname aan het Eurovisiesongfestival leverde haar overigens tevens de Barbara Dex Award op.
In 2006 bracht ze haar 5de album uit.